# Klaus Bednarz

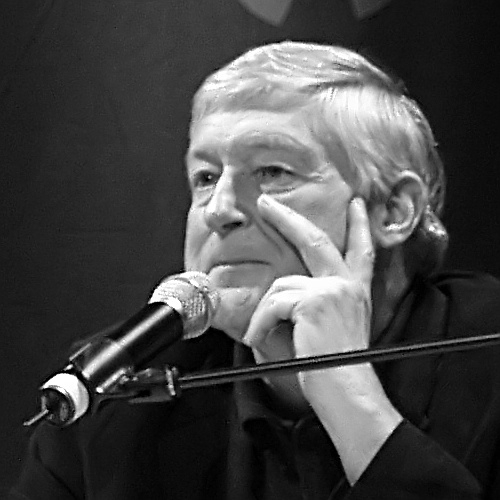
Klaus Bednarz auf der lit.Cologne 2007

Klaus Bednarz (* 6. Juni 1942 in Falkensee; † 14. April 2015 in Schwerin) war ein deutscher Journalist. Er wurde als Auslandskorrespondent der ARD in Polen und der Sowjetunion und als Moderator des Nachrichtenmagazins Monitor bekannt.

## Leben und Beruf

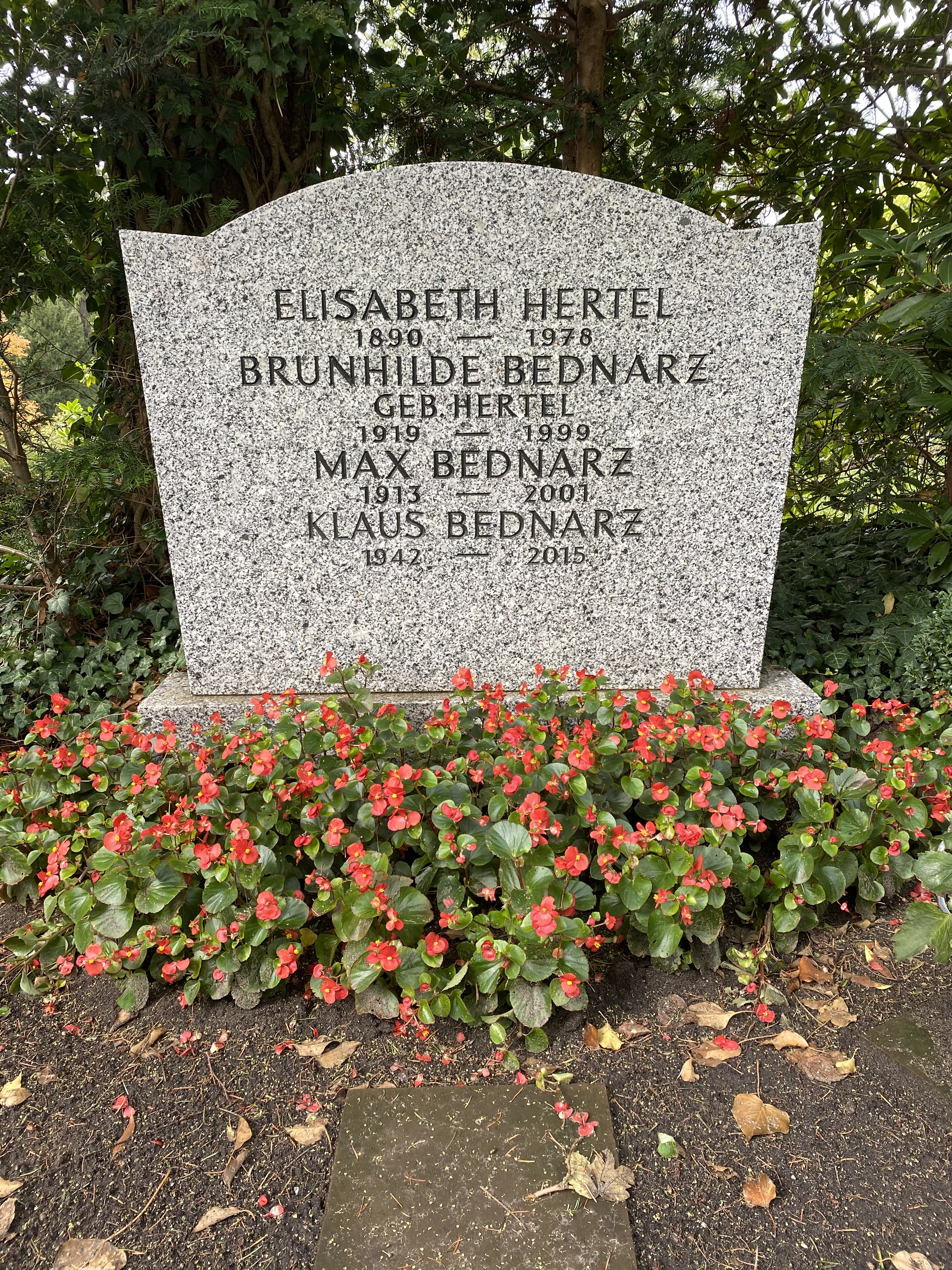
Grabstätte

Klaus Bednarz wurde in Falkensee bei Berlin (Landkreis Osthavelland) in eine aus Ukta in Masuren stammende Familie geboren. Hier begann er auch mit der Schule, bis die Familie 1955 nach Hamburg übersiedelte, wo er 1961 das Abitur ablegte. Nach dem Studium der Theaterwissenschaft, der Slawistik und der Osteuropäischen Geschichte in Hamburg, Wien und Moskau wurde Bednarz 1966 mit einer Dissertation über den russischen Schriftsteller Anton Tschechow an der Universität Wien promoviert. Sein Berufswunsch war Schauspieler.
Nach einer spontanen Bewerbung arbeitete Bednarz seit 1967 als Auslandskorrespondent. Ab 1971 baute er als erster Korrespondent der ARD in Polen deren Studio in Warschau auf und wurde 1977 Leiter des ARD-Studios in Moskau (1977–1982). 1982/83 moderierte er für ein knappes Jahr die Tagesthemen.
Im Dezember 1983 wurde er Redaktionsleiter sowie Moderator der investigativen Sendung Monitor im WDR, bei der er in 18 Jahren 1500 Monitor-Beiträge verantwortete. 2002 gab er die Leitung von Monitor an Sonia Seymour Mikich ab.
Von 2002 bis zur Pensionierung 2007 war Bednarz ARD-Sonderkorrespondent und als Chefreporter für die Fernsehsparte des WDR tätig. In seinen Fernsehreportagen und Buchveröffentlichungen beschäftigte er sich besonders mit den Ländern in Ostmittel- und Osteuropa sowie Zentralasien, aber auch mit dem Süden Chiles und Argentiniens.
Laut einem Bericht des Stern wurde Bednarz vor allem während seiner Tätigkeit in Osteuropa von der Staatssicherheit der DDR durch eine Bekannte bespitzelt.
Bednarz war Mitglied im PEN-Zentrum Deutschland. Er starb am 14. April 2015 nach schwerer Krankheit in Schwerin im Alter von 72 Jahren. Er wurde auf dem Neuen Friedhof Harburg in Hamburg-Eißendorf im Familiengrab beigesetzt. Bednarz hatte zwei Enkel.

## Werke (Auswahl)

### Bücher
- 1969: Theatralische Aspekte der Dramenübersetzung. Dargestellt am Beispiel der deutschen Übertragung und Bühnenbearbeitung der Dramen Anton Čechovs. Notring, Wien DNB 456047131 (Dissertation an der Universität Wien 1969).
- 1977: Polen, mit Chris Niedenthal (Fotos). Bucher, Luzern / Frankfurt am Main, ISBN 3-7658-0252-2.
- 1979: Das alte Moskau 1880–1920. Bucher, Luzern / Frankfurt am Main, ISBN 3-7658-0298-0 / ISBN 3-7658-0301-4
- 1981: Warum haben wir aufeinander geschossen? Heinrich Böll und Lew Kopelew im Gespräch mit Klaus Bednarz, Lamuv, Bornheim-Merten, ISBN 3-921521-29-7; dtv 10211, München 1984, ISBN 3-423-10211-5 (Mit Beitrag von Franz Burda, Dokumentarteil mit den Flugblättern des sowjetischen Propaganda-Majors Lew Kopelew).
- 1984: Masuren, Ellert und Richter, Hamburg, ISBN 3-922294-39-1.
- 1985: Mein Moskau, Notizen aus der Sowjetunion, Hoffmann und Campe, Hamburg, ISBN 3-455-08246-7.
- 1989: Polen, mit Peter Hirth (Fotos), Bucher, Luzern / München, ISBN 3-7658-0604-8.
- 1989: Die neue Rechte: viele Diagnosen – keine Therapie? Eine Veranstaltung der DAG am 8. Dezember 1989 in Walsrode. Bildung und Reisen, Hamburg, ISBN 3-927032-24-7.
- 1990: Moskau, mit Fritz Dressler (Fotos) und Renate Damsch-Wiehager. Bucher, München, ISBN 3-7658-0668-4.
- 1990: Michail Gorbatschow: Sein Leben, seine Ideen, seine Visionen, Ellert und Richter, Hamburg, ISBN 3-89234-220-2.
- 1992: Rußland. Ein Volk sucht seine Zukunft, Hoffmann und Campe, Hamburg, ISBN 3-455-08442-7.
- 1995: Fernes nahes Land. Begegnungen in Ostpreußen. Hoffmann und Campe, Hamburg, ISBN 3-455-11059-2.
- 1997: Von Autoren und Büchern. Gespräche mit Schriftstellern, mit Gisela Marx, Hoffmann und Campe, Hamburg, ISBN 3-455-10364-2.
- 1998: Die Ballade vom Baikalsee, Europa-Verlag, München / Wien, ISBN 3-203-75504-1.
- 2002: Östlich der Sonne. Vom Baikalsee nach Alaska, Rowohlt, Reinbek bei Hamburg, ISBN 978-3-499-61656-3.
- 2004: Am Ende der Welt. Reise durch Feuerland und Patagonien, Rowohlt, Reinbek bei Hamburg, ISBN 978-3-499-61942-7.
- 2006: Mein Russland – Literarische Streifzüge durch ein weites Land, Rowohlt, Reinbek bei Hamburg, ISBN 978-3-499-24113-0.
- 2007: Das Kreuz des Nordens. Reise durch Karelien, Rowohlt, Berlin, ISBN 978-3-87134-578-4.
- 2009: Ferne und Nähe: Aus meinem Journalistenleben. Reportagen, Reden, Kommentare und andere Texte aus vier Jahrzehnten, Rowohlt, Reinbek bei Hamburg, ISBN 978-3-499-61624-2.

### DVDs
- Östlich der Sonne: Vom Baikalsee nach Alaska
- Die Ballade vom Baikalsee (bestehend aus: Winterreise, Sommerreise, Das Wiedersehen)
- Am Ende der Welt: eine Reise durch Feuerland und Patagonien 2004
- Reise durch Ostpreußen
- Die Rockies (mit Fritz Pleitgen und Gerd Ruge)
- Das Kreuz des Nordens: eine Reise durch Karelien

### Nachlass
Klaus Bednarz' beruflicher Nachlass befindet sich im Unternehmensarchiv des Westdeutschen Rundfunks in Köln. Sein privater Nachlass wird im Archiv der Forschungsstelle Osteuropa an der Universität Bremen aufbewahrt.

## Auszeichnungen (Auswahl)
- 1982: Ehrende Anerkennung beim Adolf-Grimme-Preis für Die hellen und die dunklen Nächte
- 1985: Ehrende Anerkennung beim Adolf-Grimme-Preis für Monitor, stellvertretend für die Redaktion
- 1986: Joseph-E.-Drexel-Preis
- 1987: BUND-Journalistenpreis
- 1988: Medienpreis der RFFU (DGB)
- 1988: Carl-von-Ossietzky-Medaille der Internationalen Liga für Menschenrechte
- 1991: Goldene Kamera in der Kategorie Beste/r Nachrichtensprecher/in für Monitor (3. Platz der Hörzu-Leserwahl)
- 1992: Deutscher Kritikerpreis
- 1993: Civis – Europas Medienpreis für Integration
- 1995: Telestar „Bester Reporter Dokumentation/Nachrichten“ für Die Reise nach Ostpreußen
- 1999: DUH-Umweltmedienpreis
- 2003: Goldmedaille des Internationalen Film- und Fernsehfestivals Jalta